# Древнеанглийский латинский алфавит
Древнеанглийский латинский алфавит или Англосаксонский латинский алфавит — одна из двух письменностей древнеанглийского языка. Как правило, состоял из 24 букв и использовался для письма в IX—XII веках. Из них 20 были непосредственно латинские буквы, две модификации латинских букв (Ææ, Ðð), а две графемы заимствованы из рунического алфавита (Þþ, Ƿƿ). Буквы K, Q и Z не использовались в написании англосаксонских слов.
A B C D E F G H I L M N O P R S T U X Y Ƿ Þ Ð Æ
В 1011 году писатель-агиограф Биртферт (др.-англ. Byrhtferð, англ. Byrhtferth) упорядочил алфавит для нумерологических целей. Он перечислил 24 основные буквы латинского алфавита, а затем ещё 5 английских букв, в результате получив алфавит из 29 символов: 

A B C D E F G H I K L M N O P Q R S T U X Y Z & ⁊ Ƿ Þ Ð Æ
Вместо s использовался знак «ſ». G имела вариант «Ᵹ», в среднеанглийский период вместо неё использовалась буква «ȝ».
| Буква   | Название     | Звук         |
| ------- | ------------ | ------------ |
| A a     | a            | /a/          |
| Æ æ     | æſc (ash)    | /æ/          |
| B b     | be           | /b/          |
| C c     | c            | /k, ʧ/       |
| D d     | de           | /d/          |
| Ð ð     | eð (eth)     | /θ, ð/       |
| E e     | е            | /e/          |
| F f     | eef          | /f/          |
| G g / ᵹ | yoᵹh (yogh)  | /g, ɣ, j, ʤ/ |
| H h     | há           | /h, ç, x/    |
| I i     | i            | /i/          |
| L l     | ell          | /l/          |
| M m     | emm          | /m/          |
| N n     | enn          | /n/          |
| O o     | о            | /o/          |
| P p     | pe           | /p/          |
| R r     | err          | /ɹ/          |
| S s / ſ | eſſ (ess)    | /s, z/       |
| T t     | te           | /t/          |
| U u     | u            | /u/          |
| Ƿ ƿ     | ƿynn (wynn)  | /w/          |
| X x     | eks          | /eks/        |
| Y y     | yr           | /y/          |
| Þ þ     | þorn (thorn) | /θ, ð/       |

Латинский алфавит был одной из двух систем, использовавшихся англосаксами, наряду с руническим письмом.

## Изменения в современных изданиях
В настоящий период в публикуемых изданиях на древнеанглийском языке (в том числе в англосаксонском языковом разделе Википедии), производится замена символов для упорядочивания письма. Долгая s (ſ) заменяется современным аналогом s. Островная G, как правило, заменяется на современную g.
Кроме того, в современных изданиях различают велярные и нёбные c (ċ) и g (ġ), используя диакритические точки над ними. Буква Ƿ (винн) заменяется на w. Макроны используются для обозначения долгих гласных, а они, как правило, отсутствуют в оригинале. Акут в старых печатных изданиях использовался для поддержания связи между древнеанглийским и древненорвежским.
A Ā Æ Ǣ B C Ċ D Ð E Ę Ē F G Ġ H I Ī K L M N O Ō P Q R S T Þ U Ū W X Y Ȳ Z
V, J не используются, а K, Q, Z — используются очень редко.